# Messor ceresis
Messor ceresis är en myrart som beskrevs av Santschi 1934. Messor ceresis ingår i släktet Messor och familjen myror. Inga underarter finns listade i Catalogue of Life.